# Akomodacja (religioznawstwo)
Akomodacja (z łac. accommodatio - przystosowanie) polega na dostosowaniu obrzędów i tekstów liturgicznych do potrzeb konkretnego zgromadzenia liturgicznego, a także na dostosowaniu formy przepowiadania (działalności misyjnej) do mentalności i kultury danej społeczności.